# Frölunda

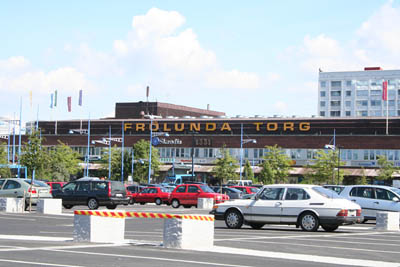
A Praça Frölunda torg, um importante centro comercial de Gotemburgo-Oeste

Frölunda é um bairro de Gotemburgo, cujo centro é a praça Frölunda Torg, um importante ponto comercial, cultural e de comunicações. Inclui ainda as áreas de Tofta,  Ruddalen e Järnbrott.
Situado a sudoeste do centro da cidade, Frölunda pertence à freguesia de Askim-Frölunda-Högsbo, juntamente com os bairros de Högsbo e Askim. 
Tem cerca de 13 000 habitantes (2015) e uma área de 372 hectares. O rendimento médio per capita é inferior à media da cidade.

## Património
- Frölunda kulturhus - Casa da cultura de Frölunda, com biblioteca regional, cinema e piscina
- Frölunda Torg - Centro comercial de Frölunda
- Frölunda specialistsjukhus - Hospital especializado de Frölunda
- Frölundagymnasiet - Escola secundária de Frölunda
- Frölunda HC - Clube de hóquei no gelo
- Kulturskolan Kulmus - Escola de atividades culturais
- Fritidsgården - Centro de Tempos Livres para Jovens